# Torymus aztecus
Torymus aztecus is een vliesvleugelig insect uit de familie Torymidae. De wetenschappelijke naam is voor het eerst geldig gepubliceerd in 1905 door Cameron.